# Rowville
Rowville är en del av en befolkad plats i Australien. Den ligger i kommunen Knox och delstaten Victoria, omkring 27 kilometer sydost om delstatshuvudstaden Melbourne. Antalet invånare är 34 145.
Runt Rowville är det tätbefolkat, med 819 invånare per kvadratkilometer.. Närmaste större samhälle är Berwick, omkring 15 kilometer sydost om Rowville.
Runt Rowville är det i huvudsak tätbebyggt. Genomsnittlig årsnederbörd är 1 244 millimeter. Den regnigaste månaden är juli, med i genomsnitt 140 mm nederbörd, och den torraste är januari, med 49 mm nederbörd.